# Phạm Xuân Đương
Phạm Xuân Đương là một chính khách tại Việt Nam.

## Tiểu sử và công tác
Ông sinh ngày 1 tháng 10 năm 1956, là dân tộc Kinh. Nguyên quán của ông là tại Xã Yên Trung, huyện Ý Yên, tỉnh Nam Định. Ông là Đảng viên Đảng Cộng sản Việt Nam từ ngày 16 tháng 06 năm 1984, chính thức là ngày 16 tháng 06 năm 1985. Khi công tác tại Thái Nguyên, ông cư trú tại Số nhà 965 Đường Cách mạng tháng Tám, phường Cam Giá, thành phố Thái Nguyên.
Ông là Đại biểu Hội đồng nhân dân thành phố Thái Nguyên khóa 12, 13, 14, 15, 16; và Đại biểu Hội đồng nhân dân tỉnh các khóa (1999-2004; 2004-2011).. Trong kỳ bầu cử Quốc hội khóa 13 (2011-2016), ông đã trúng cử Đại biểu Quốc hội Việt Nam khóa 13, đơn vị tỉnh Thái Nguyên với tỷ lệ ủng hộ 68,93%,
Ông Phạm Xuân Đương được bầu giữ chức Chủ tịch Ủy ban nhân dân tỉnh trong một cuộc họp bất thường vào ngày 14 tháng 10 năm 2007, sau khi Phó Tổng Thanh tra Chính phủ Lê Tiến Hào đã ký báo cáo gửi Thủ tướng Chính phủ cho rằng chủ tịch tiền nhiệm là ông Nguyễn Văn Kim "đã phớt lờ nghĩa vụ tiếp dân trong suốt một thời gian dài", và giải quyết khiếu nại, tố cáo chưa "sát sao" và nhiều sai phạm khác trong một cuộc thanh tra từ năm 2005 đến tháng 9 năm 2007
Đoàn thanh tra Chính phủ từng thanh tra trách nhiệm trong việc chấp hành pháp luật về thanh tra, khiếu nại, tố cáo và phòng chống tham nhũng đối với ông Phạm Xuân Đương khi ông vẫn còn giữ chức Chủ tịch Ủy ban nhân dân tỉnh Thái Nguyên vào đầu năm 2010 . Vào tháng 5 năm 2011, ông đã cùng Ban Tổ chức Tỉnh ủy Thái Nguyên đã có Công văn số 189-CV/BTCTU gửi Ban Biên tập Báo Pháp luật Việt Nam cho rằng việc phó chủ tịch Ủy ban nhân dân tỉnh là ông Đặng Viết Thuần có hai ngày và tháng sinh trong giấy tờ không phải là do "khai man", nhưng cũng không khẳng định rằng đây là "nhầm lẫn"
Ông là Ủy viên BCHTW Đảng Cộng sản Việt Nam khóa XI, nguyên Bí thư Tỉnh ủy Thái Nguyên 2010-2013 và nguyên Chủ tịch Ủy ban nhân dân tỉnh Thái Nguyên (2007-2011).
Ông thôi giữ chức Bí thư Tỉnh ủy Thái Nguyên, giữ chức Phó trưởng Thường trực Ban Kinh tế Trung ương Đảng Cộng sản Việt Nam theo kết quả trong phiên họp ngày 31 tháng 1 năm 2013 của Bộ Chính trị .

## Những vụ bê bối
- Năm 2009, ông Phạm Xuân Đương đã bút phê đề nghị Phòng CSGT "cấp tạm" biển số công vụ cho một doanh nghiệp tư nhân là Công ty Cổ phần XNK và Đầu tư Thái Nguyên. Vụ việc được cho là làm sai quy định và sau đó biển số xe đã được thu hồi! Tuy nhiên, phóng viên báo chí đã bị đe dọa khi đưa tin về vụ việc[11]
- Vào sáng ngày 7/5/2011, khi ông tham gia buổi lễ nhận bằng tiến sĩ tại Học viện Hành chính Quốc gia tại Hà Nội, có nhiều xe mang biển công vụ của tỉnh Thái Nguyên đã đến chúc mừng. Việc này được báo điện tử VTC News đăng với tiêu đề "Bí thư tỉnh nhận bằng tiến sĩ, xe công nối đuôi", mặc dù bản tin đã bị rút xuống nhưng trên công cụ tìm kiếm Google vẫn còn kết quả tìm kiếm[12] và được nhiều trang không chính thống khác đăng lại[12]. Tuy nhiên, trong lý lịch của ông được đăng từ trước đó đã ghi ông có trình độ Tiến sĩ[1]. Vụ việc được cho là trái với quy định vì xe công vụ đã được sử dụng sai mục đích.[13]
- Trong tháng 9 năm 2011, Báo Người Bảo vệ pháp luật đã đăng liên tiếp hai báo, trong đó báo này cho là những sai phạm liên quan đến công tác tổ chức bộ máy và cán bộ tại tỉnh Thái Nguyên và những việc này có liên quan trực tiếp đến ông.